# Christopher Ammann
Christopher Ammann (* 1983 in Eisenkappel-Vellach/Železna Kapla, Kärnten) ist ein österreichischer Schauspieler.

## Leben
Christopher Ammann wuchs im ländlichen Unterkärnten und Klagenfurt auf. Nach seiner Matura begann er zunächst ein Studium der Katholischen Religionspädagogik und Fachtheologie in Graz (2002–2003). Nach einem einjährigen Aufenthalt in Norwegen absolvierte er von 2005 bis 2009 seine Schauspielausbildung am Konservatorium der Stadt Wien. Während seiner Ausbildung hatte er erste Bühnenauftritte als Gast am „Thalhof“ in Reichenau und dann regelmäßig bei Performances des „Bernhard-Ensembles Wien“ im Wiener „OFF-Theater“. 2008 wurde er mit dem Fidelio, dem Preis für kreative Theaterprojekte des Konservatoriums Wien, ausgezeichnet.
Nach seinem Studienabschluss war er ab der Spielzeit 2009/10 bis 2013 als Schauspieler am Jungen Schauspiel Bremen (MOKS) engagiert. In den drei Spielzeiten arbeitete er u. a. mit den Regisseuren Michael Talke, Branca Prlić + Tamer Yiğit (als Regie-Duo), Mario Portmann, Theo Fransz, Konradin Kunze und Hanna Hegenscheid zusammen.
Seit 2012 arbeitet Christopher Ammann als freier Schauspieler. 2013 gastierte er am Wiener Theater der Jugend als Roger in Herr der Fliegen. Seit 2015 tritt er regelmäßig beim „Theater WalTzwerk“ (Theater für Jugendliche und Erwachsene) in Klagenfurt auf. In der Spielzeit 2017/18 spielte er an den Hamburger Kammerspielen neben Moritz Leu, Angelina Häntsch, Till Demtrøder und Marina Weis den Zwangsneurotiker Alexander in einer Bühnenfassung des Kinofilms Vincent will Meer. In dieser Rolle stand er im Februar/März 2019 dort erneut auf der Bühne. 2018 gastierte er bei den „Komödienspielen Porcia“ auf Schloss Porcia in Spittal an der Drau als Brighella in Diener zweier Herren und als Carabiniere in Bezahlt wird nicht von Dario Fo.
Ammann arbeitet seit 2012 auch für das Fernsehen. Sein TV-Debüt gab er im ORF-Tatort: Unvergessen, der im Mai 2013, erstausgestrahlt wurde, als Dorfpolizist Josef Hudle. In der 13. Staffel der österreichischen Krimiserie SOKO Kitzbühel (2014) hatte Ammann eine Episodenrolle als tatverdächtiger Neffe einer erfolgreichen Radio-Astrologin. In der 16. Staffel (März 2017) von SOKO Kitzbühel verkörperte er den experimentierfreudigen jungen Apotheker Jürgen Bosch. Weitere TV-Rollen hatte er in der Krimiserie Schnell ermittelt (2014) und in der ZDFneo-Comedy-Serie Tanken – mehr als Super (2018). Im ORF-Tatort: Baum fällt (Erstausstrahlung: November 2019) spielte Ammann den Tatverdächtigen Andi Granitzer, den Kärntner Ehemann einer Mitarbeiterin im ortsansässigen Sägewerk.
Ammann lebt in Hamburg.

## Filmografie (Auswahl)
- 2013: Tatort: Unvergessen (Fernsehreihe)
- 2014: SOKO Kitzbühel: Saturn im achten Haus (Fernsehserie, eine Folge)
- 2014: Schnell ermittelt: Leben (Fernsehserie, eine Folge)
- 2017: SOKO Kitzbühel: Der innere Dämon (Fernsehserie, eine Folge)
- 2018: Tanken – mehr als Super (Fernsehserie, eine Folge)
- 2019: Tatort: Baum fällt (Fernsehreihe)
- 2020: Notruf Hafenkante (Fernsehserie, Folge Wackeldackel)
- 2021: SOKO Donau (Fernsehserie, Folge Alte Wunden)